# مرسرویل (نیوجرسی)
مرسرویل (به انگلیسی: Mercerville) یک منطقهٔ مسکونی در ایالات متحده آمریکا است که در همیلتون، نیوجرسی واقع شده‌است. مرسرویل ۹٫۶۵۹ کیلومتر مربع مساحت و ۱۳٬۲۳۰ نفر جمعیت دارد و ۳۰ متر بالاتر از سطح دریا واقع شده‌است.